# Hamupipőke (mese)
Hamupipőke (angol: Cinderella, német: Aschenputtel, Ludwig Bechsteinnél Aschenbrödel, orosz: Zoluska, francia: Cendrillon, spanyol: Cenicienta, olasz: Cenerentola, görög: η σταχτοπούτα (i staktopouta), cseh: Popelka, svéd: Askungen, eszperantó: Cindrulino) egy, az európai kultúrkörben széles körben elterjedt történet főszereplője. A történet egyik legismertebb változata Charles Perrault francia meseírótól származik, amely Cendrillon ou La petite pantoufle de verre (Hamupipőke, avagy a kis üvegcipellő) címmel, a Lúdanyó meséi (Les Contes de ma Mère l'Oye) című, 1697-es gyűjteményében jelent meg. A másik közismert változatot a Grimm testvérek gyűjtötték és jelentették meg Aschenputtel címmel a Gyermek- és családi mesék (Kinder- und Hausmärchen) című gyűjteményükben, 1812-ben.

## A történet legismertebb változatai

### AGrimm fivérekváltozata
Hamupipőke egy gazdag kereskedőember leánya volt. Mikor az édesanyja haldoklott, azt mondta leányának, hogy legyen jó és jámbor, mert akkor elnyeri jutalmát. Édesanyja halála után apja újból megnősült. Egy szép, ám rosszindulatú asszonyt és annak két leányát vitte a házába. A mostohatestvérei és a mostohaanyja gonoszsága igen megnehezítette az ifjú leány életét, akit saját házának cselédjévé tettek. Nem csak a legpiszkosabb házimunkákat bízták rá, de neki kellett a házi tűzhely tisztítását is végeznie, ezért családja Hamupipőkének kezdte gúnyolni.
Egy alkalommal az apa egy távoli vásárba indult, és megkérdezte mindhárom leányát, hogy mit hozzon nekik a vásárból. Míg a mostohatestvérek szép ruhákat, drágaköveket és gyöngyöket kívántak, addig Hamupipőke csak egy facsemetét kért apjától. Apja hazaérkezése után Hamupipőke a facsemetét édesanyja sírjára ültette és alatta imádkozott. A fára hamarosan egy madár szállt, akinek a szíve megesett az árva leányon, és teljesítette az imában foglalt kéréseket.
Hamarosan háromnapos ünnepet hirdettek a királyságban. Az uralkodó kikiáltatta, hogy minden hajadon leányzónak meg kell jelennie a palotában rendezett bálokon, ahol a trónörökös majd menyasszonyt választ magának. Hamupipőke mostohája nem akarta, hogy a leány a bálon részt vegyen, ezért különösen álnok feladatot eszelt ki számára. A tűzhely hamujába borított lencse szétválogatását adta ki Hamupipőke számára elvégzendő feladatul. A mostoha még egy megfelelő báli öltözet beszerzését is feladatul szabta Hamupipőkének, majd saját lányaival elvonult a bálba.
A zokogó Hamupipőke mellett ekkor megjelent a fehér madár és egy fehér színű, ezüsttel díszített selyemruhát, illetve egy aranyból készült cipellőt adott a leánynak. Hamupipőke felöltözött, rohant a bálba és elvegyült a vendégek között. Szépsége azonnal felkeltette a trónörökös figyelmét, de Hamupipőkének sikerült elszöknie. Mikor hazaért, bemászott a galambházba, levetette magáról a báli ruhát, felvette a rongyait majd beszaladt a házba és elaludt. A királyfi, aki hazáig követte a lányt, megvárta, míg hazaér az apa és közölte vele, hogy az ő táncpartnere hozzájuk szaladt be és bemászott a galambházba. Az apa szétverte a galambházat, de nem találtak ott senkit. Ez történt a háromnapos bál második estéjén is, amelyen az ifjú herceg ismét megpróbálta megtalálni a gyönyörű leányt, de Hamupipőke ismét kereket oldott. Hazaérvén felmászott a körtefára, majd ugyanúgy tett, mint előző nap. A királyfi ismét közölte az apával, hogy a lány oda szaladt be, majd felmászott a fára. Kivágták a fát, de nem találtak semmit. A harmadik este is hasonlóképp telt el. Ám akkor este a királyfi megparancsolta a szolgáinak, hogy kenjék be a lépcső egyik fokát szurokkal, így Hamupipőke egyik aranycipője beleragadt. 

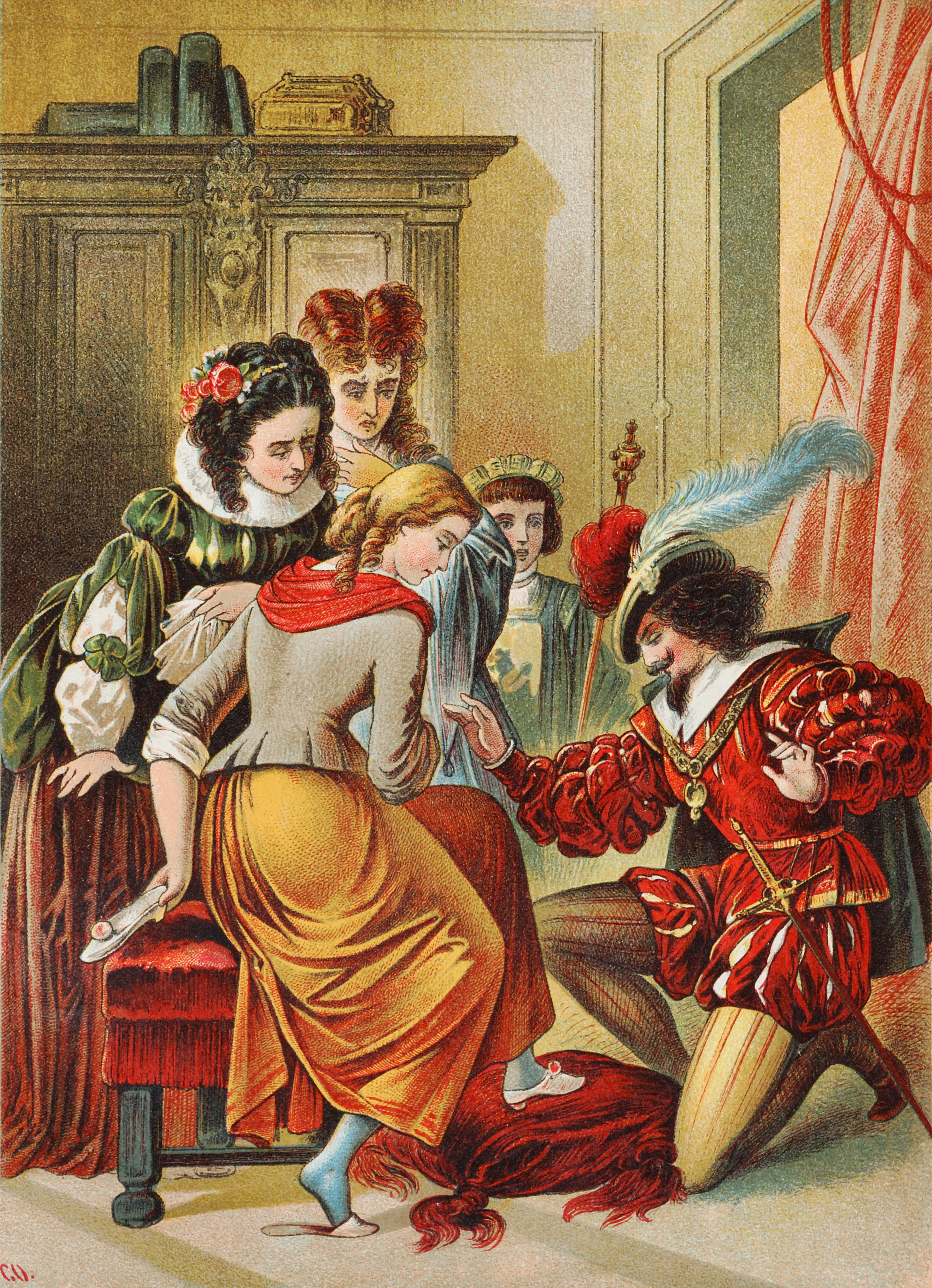
Hamupipőke felpróbálja az üvegcipőt. 19. századi német illusztráció (Carl Offterdinger alkotása)

A király kikérdeztette a bál valamennyi résztvevőjét, de Hamupipőkét senki sem ismerte. A leány apját is kikérdezték, de Hamupipőke olyan szép volt, hogy még saját apja sem ismerte fel. A trónörökös nyomozásba kezdett. Az egész királyságot végigjárta és valamennyi leány lábára felpróbálta a palota lépcsőjén hagyott cipellőt. Hamupipőke mostohatestvérei is megkísérelték felhúzni az aranycipőt, de az olyan kecses és vékony volt, hogy nem ment a lábukra: egyiknek a nagylábujja, másiknak a sarka nem fért bele. Ekkor mindkét nővérnek adott az anyja egy kést és azt mondta, vágják le a cipőbe bele nem férő testrészüket. Miután megtették, először a nagyobb, majd a kisebb lányt készült a herceg a palotába vinni, de amikor a temető mellett mentek el, a galambok figyelmeztették a herceget, hogy véres a cipő, és hogy otthon van még az igazi lány. Ekkor Hamupipőkére került a sor. Tökéletesen ráillett a cipő és a herceg végül feleségül vette. A templomba menet Hamupipőke vállára szállt két galamb, majd mindkét mostohanővér szemeit kivájták. Hamupipőke és a herceg pedig boldogan éltek, míg meg nem haltak.

### Perrault változata

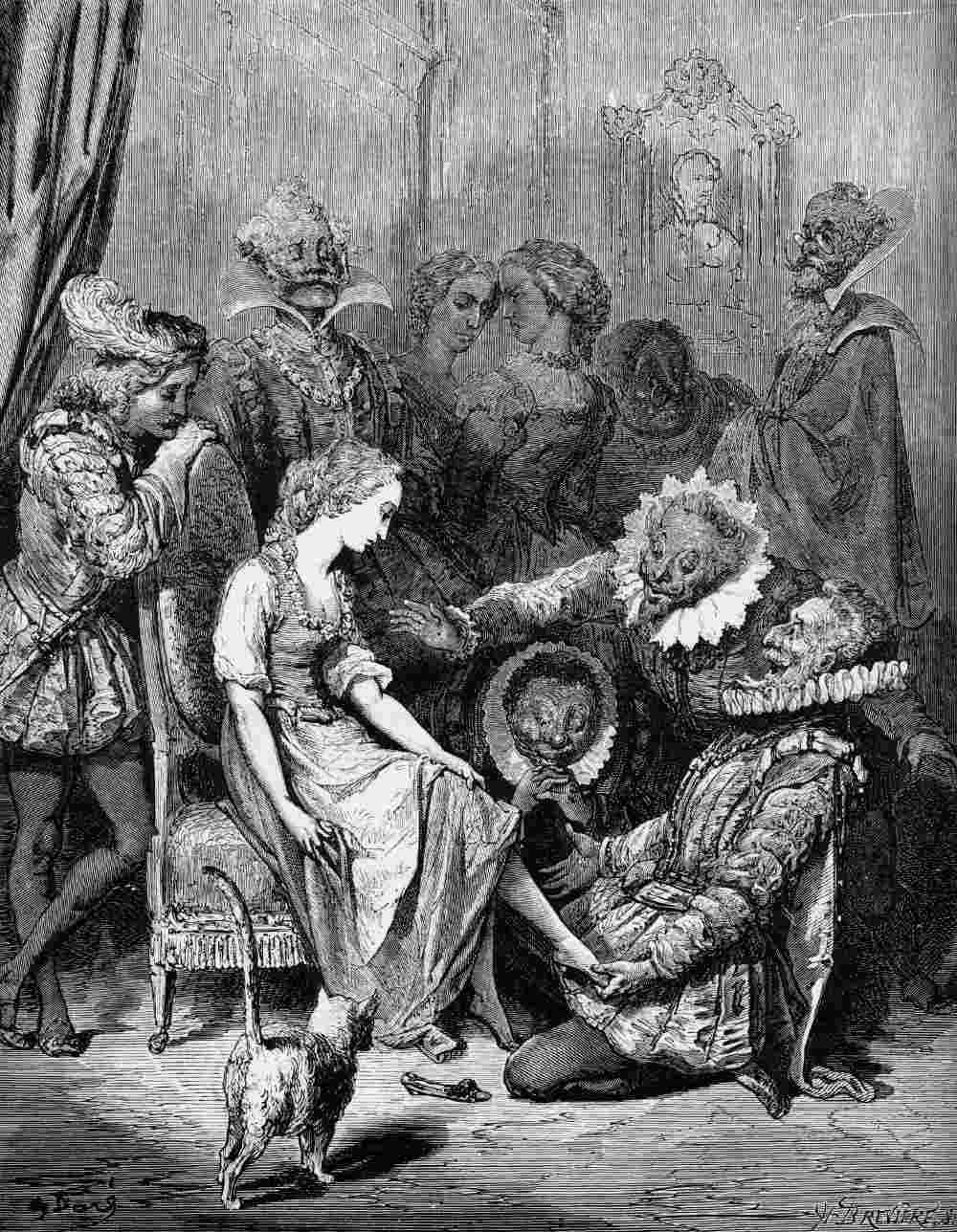
A jó elnyeri jutalmát: Hamupipőke lábára illik a cipő

Perrault története szerint Hamupipőke egy nemesember egyetlen leánya volt. Édesanyja halála után apja újból megnősült és egy gonosz mostohát hozott a házhoz, majd röviddel ezután meghalt. A mostoha és két gonosz lánya folyton megalázta Hamupipőkét, és a legnehezebb házimunkák elvégzésére kötelezték.
Történt egyszer, hogy háromnapos bált hirdettek, amelyen a királyság ifjú trónörököse menyasszonyt választott magának. A gonosz mostoha azonban nem akarta, hogy a lányainál szebb Hamupipőke magára vonja a herceg figyelmét, ezért a bálok estéin házimunkára kötelezte. Szerencsétlen lánynak a hamuba borult lencseszemeket kellett kiválogatnia. Hamupipőke azonban nagyon szeretett volna elmenni a bálba, ezért az egyik nagynénjéhez fordult, aki boszorkány volt. A boszorkány egy csodálatos ruhát varázsolt Hamupipőkére, majd egy üvegcipőt adott a lábára. Egy tökből varázsolt hintóba ültette és a fal mellett szaladgáló patkányokból csodás paripákat varázsolván útnak indította unokahúgát a bálba. Azonban figyelmeztette, hogy a varázslat csak éjfélig tart, mielőtt az óra elüti a 12-t, el kell szöknie a bálból.
Hamupipőke volt a legszebb a bálon. Olyan szép volt, hogy mostohatestvérei sem ismertek rá. A herceg azonnal beleszeretett. A bál második napját is együtt töltötték, de Hamupipőke ismét elszökött, mielőtt az óra éjfélt ütött volna. A harmadik napon menekülés közben elhagyta az egyik üvegcipőt, amely a királyfi kezébe került. 
A herceg kihirdette, hogy feleségül veszi azt a leányt, akire a cipő illik. Országjárásra indult és személyesen próbálta fel minden hajadon lábára a cipőt. Hamupipőke házába lépvén a herceg először a két mostohatestvér lábára próbálta fel a cipőt, sikertelenül. Hamupipőke lábára illett a cipő, majd a leány, hogy kilétét bizonyítsa, elővette a nála lévő félpárt. A mostohatestvérek sem jártak rosszul: Hamupipőke lakodalmának napján ők is férjhez mentek két előkelő udvari személyhez.

## A mese eredete és fejlődése
Mint minden mese, a Hamupipőke is igen hosszú fejlődéstörténetre tekint vissza. Első nyomai az ókori Egyiptomban tűnnek fel, majd megjelenik Rómában és a 9. századi Kínában is, de ismert volt az észak-amerikai indiánok között is.[forrás?]  Ulf Diederichs német mesetudós szerint a történetnek több mint 400 változata kering szerte a Földön. A mesék közös eleme a nemes ifjú szerelmében reménykedő bátor és erkölcsös leány, aki páratlan szerencséje útján elnyeri a vágyott ifjú szívét. A mese tanulsága ekképpen foglalható össze: a jó mindig elnyeri jutalmát.

## Egyéb változatok
A történetnek van magyar változata is, amelynek szintén Hamupipőke a címe. Ebben a változatban Hamupipőke három diót kér a vásárba igyekvő apától, a királyfival pedig nem bálban, hanem misén a templomban találkozik. Ám, mielőtt a pap Áment mondana, elszalad a templomból. Otthon a nővérek eldicsekednek, mit láttak. A lány azt mondja, ő is látta, először a kémény mellől, másodszor a kerítésen, harmadszor pedig az eperfán. A harmadik alkalommal azonban a királyfi egyik inasa utánaszalad és egy rózsát szúr Hamupipőke házának kapujába. Az apa nem bírja elnézni, hogy a nővérek hogyan bánnak lányával, ezért Hamupipőkét egy öregasszonyoz küldi, aki a falu végén lakik. A herceg végül a lány házához megy, ám ott nem találja a szép lányt. Ekkor elmegy az öregasszonyhoz, akinél ráismer a lányra. Azután pedig boldogan élnek, míg meg nem halnak. 
A történet egy ősváltozatát Giambattista Basile írta le a 17. században Pentameron című gyűjteményében Hamucicuska (La gatta cenerentola) címen.  

## Hatása a kultúrára
Hamupipőke története számtalan drámát, operát, egy sor képzőművészeti alkotást és filmet ihletett meg, amelyek egy része:
- Jean-Louis Laruette: Cendrillon (= Hamupipőke; francia opera), 1759
- Carlo Goldoni: Buona figliuola (= A jó lány; olasz operalibrettó), 1760
- Nicolas Isouard: Cendrillon (= Hamupipőke; máltai opera), 1810
- Gioacchino Rossini: La Cenerentola, (= Hamupipőke; olasz vidám opera), 1817
- Christian Dietrich Grabbe: Aschenbrödel (= Hamupipőke; német dramatizált változat), 1835
- Božena Němcová: Drei Haselnüsse für Aschenbrödel (= Három mogyoró Hamupipőkének; cseh meseköltemény), ~1842–1845
- Moritz von Schwind: Bilderzyklus zu Aschenbrödel (= német képciklus Hamupipőkéről), 1852/1854
- Gustave Doré: Cendrillion (= Hamupipőke; francia illusztrációk Charles Perrault meséjéhez), 1862
- Jules Massenet: Cendrillon (= Hamupipőke; francia opera), 1899
- Erich Kühn (1887-1953): Aschenputtel (= Hamupipőke; német színdarab)
- Robert Walser: Aschenbrödel (= Hamupipőke; svájci kis dráma), 1901
- Johann Strauß: Aschenbrödel, (= Hamupipőke; osztrák balett), 1901
- Pauline Viardot-Garcia (1821-1910): Cendrillon (= Hamupipőke; francia miniopera zongorakísérettel), 1904
- Leo Blech: Aschenbrödel (= Hamupipőke; német opera), 1905
- Arthur Rackham: Ashenputtel (angol illusztrációk a Grimm mesékhez), 1909
- Edmond Dulac: Cinderella (angol illusztrációk a Sleeping Beauty and other Fairy Tales-ben [= Az alvó szépség és más mesék]), 1910
- Deutscher Märchenwald Altenberg (Altenbergi német meseerdő): Aschenputtelhäuschen (= Hamupipőke házikója), 1931
- Jewgeni Lwowitsch Schwarz: Aschenbrödel, (= Hamupipőke; orosz színdarab) ~1934
- Szergej Prokofjev: Zoluska vagy Cinderella, (= Hamupipőke; orosz balett), 1945
- Soluschka/Aschenbrödel (= Hamupipőke; orosz mesefilm – Michail Schapiround Nadeshda Konschewerowa rendezésében, a forgatókönyv szerint Jewgeni Schwarz tollából és nyomán, operatőr: Jewgeni Schapiro, zene: A. Spadawekkia, színészek: Janina Shejmo, Warwara Mjasnikowa, Erast Garin, Faina Ranewskaja, Alexander Konssowski), 1947
- Cinderella (= Hamupipőke; amerikai rajzfilm Walt Disney-től), 1950
- Katharina Szelinski-Singer szobrásznő Hamupipőke mészkőszobra Berlin-Neuköllnben az iskolavár-parkbani meseszökőkútnál, Németország, 1970
- Drei Haselnüsse für Aschenbrödel (= Három mogyoró Hamupipőkének; mesefilm – Václav Vorlícek rendezésében és forgatókönyve szerint, operatőr: Josef Illík, zene: Karel Svoboda, vágó: Miroslav Hájek, Barbara Leuschner, színészek: Rolf Hoppe, Carola Braunbock, Daniela Hlavácová, Karin Lesch, Pavel Trávnícek, Libuse Safránková mint Hamupipőke, a film cseh címe: Tři oříšky pro Popelku), Csehszlovákia/NDK, 1974
- Gurimu Meisaku Gekijō (japán rajzfilmsorozat), 1987, 23-24. rész: Hamupipőke
- Aschenputtel, (= Hamupipőke; németországi mesefilm – az osztrák Karin Brandauer rendezésében, forgatókönyv: Michael Schulz, operatőr: Helmut Pirnat, zene: Christian Brandauer, Natascha Wilhelm, vágó: Daniela Padalewski, színészek: Claudia Knichel, Roswitha Schreiner, Krista Stadler, Stephan Meyer-Kohlhoff, Petra Vigna, német/spanyol/francia/cseh koprodukció, 1989
- Erste Allgemeine Verunsicherung osztrák zenekar, Cindarella (= Hamupipőke; dal), 1994
- Mindörökkön örökké (amerikai játékfilm), 1998
- SimsalaGrimm, német rajzfilmsorozat 2. kötet, 7. rész: Aschenputtel (= Hamupipőke), 1999
- Peter Lund, Thomas Zaufke: Cinderella paßt was nicht (= Nem tetszik valami Hamupipőkének; német musical), 2000
- Gavin Millar: Aschenputtels Geheimnis (= Hamupipőke titka, amerikai könyv-megfilmesítés), 2002
- Aschenputtel – Für eine Handvoll Tauben (= Hamupipőke – egy marok galambért), a ProSieben meseórából egy sorozatrész, Németország/Ausztria, 2006-tól